# Chicane (musicien)
Pour les articles homonymes, voir Chicane (homonymie).
Chicane, de son vrai nom Nicholas Bracegirdle  (né le 28 février 1971) dans le Buckinghamshire), également connu comme Disco Citizens, est un disc jockey et compositeur britannique de trance, house et ambient. Chicane est principalement connu pour les singles Offshore, Saltwater et Don't Give Up.

## Biographie

### Années 1990–2000
Le premier album de Bracegirdle est l'EP quatre titres Cyanide Music Volume One en 1996, qui contient des styles musicaux allant de la deep house au trip hop en passant par le nu-disco. Il sort sur le label Cyanide et est un précurseur peu connu de Offshore. Le label Cyanide sort ensuite Offshore EP #1, qui contient la version originale de Offshore ainsi que trois autres titres, toujours de styles différents. Bracegirdle finit par fonder son propre label, Modena Records, qui détient les droits de toutes ses chansons et les cède à d'autres labels discographiques pour qu'elles les publient et les distribuent. Un partenariat avec Leo Elstob permet de produire le premier single de Disco Citizens, Right Here Right Now, en 1995, ainsi que le premier single de Chicane, Offshore, en 1996. Offshore est le premier des nombreux albums de Chicane sortis sur Edel UK Records et sur le label indépendant de dance music britannique Xtravaganza Recordings, alors nouvellement fondé par Alex Gold, DJ et ami d'université de Bracegirdle. Il atteint la douzième place du UK Singles Chart (et la première place d'autres classements britanniques compilés par Mixmag, Record Mirror et d'autres), le top 40 dans plusieurs pays européens, et la cinquième place du Billboard Hot Dance Chart. Son inclusion dans de nombreuses compilations de trance sur le thème d'Ibiza (comme Café del Mar) témoigne de sa popularité dans les boîtes de nuit de l'île, l'un des épicentres mondiaux de la dance
Après avoir produit un remix radio de Cloud Number Nine de Bryan Adams, Bracegirdle offre à Adams le poste de chanteur sur le morceau Don't Give Up. Les voix enregistrées par Adams sonr ensuite lourdement traitées à l'aide d'un vocodeur afin d'atténuer son style vocal rock. Le crédit vocal n'est d'abord pas rendu public lorsque le single est envoyé à l'émission Essential Selection de Pete Tong sur BBC Radio 1. Lors de l'émission, Tong fait de la chanson sa première sélection Essential New Tune du nouveau millénaire. C'est également le plus grand succès de Chicane, débutant à la première place des charts britanniques (avec un score de 1,5 à 1,5) et se classant à la première place des charts européens (remplaçant notamment American Pie, le single no 1 de Madonna de la semaine précédente), atteint la troisième place des charts américains de dance et la première place des charts australiens et russes, et figure également dans d'autres charts en Europe.

### Années 2010–2020
Le 16 février 2018, Chicane sort une compilation intitulée Sun:Sets 2018 (Selected by Chicane),. En 2018, Chicane annonce son septième album studio sur son podcast hebdomadaire Sun:Sets. L'album The Place You Can't Remember, the Place You Can't Forget sort le 8 juin 2018. Il comprend les singles Gorecki (écrit et interprété à l'origine par Lou Rhodes et le groupe Lamb) et Serendipity avec Tracy Ackerman. En 2019, Chicane publie la suite de la compilation originale Sun:Sets avec l'album intitulé Sun:Sets 2019 (Selected by Chicane).
En mai 2020, Chicane sort Behind the Sun (2020 Anniversary Mixes), comprenant de nouveaux mixes et remixes d'autres artistes des titres originaux de l'album sorti en 2000. Le 23 avril 2021, Chicane sort son huitième album studio, intitulé Everything We Had to Leave Behind. Le 9 juin 2023, Chicane sort son neuvième album studio, intitulé Nevertheless. Toujours en 2023, le 1er décembre, Chicane sort The Greatest Misses, une compilation de seize titres comprenant des chansons créées par Chicane qui, bien qu'elles aient été acclamées par la critique et approuvées par les fans, n'ont pas réussi à se hisser au sommet des hit-parades.

## Discographie

### Albums studio
| 1997                                                               | Far from the Maddening Crowds - Sortie : octobre 1997 - Label : Edel - Format : CD, LP              | 49 | —  | —  | —  | —  | —  | — | —  | —  |                    |
| 2000                                                               | Behind the Sun - Sortie : 27 mars 2000 - Label : Xtravaganza - Format : CD, LP, cassette            | 10 | 15 | 50 | 34 | 33 | 50 | 7 | 62 | 66 | - Royaume-Uni : Or |
| 2007                                                               | Somersault - Sortie : 23 juillet 2007 - Label : Modena - Format : CD                                | —  | —  | —  | —  | —  | —  | — | —  | —  |                    |
| 2010                                                               | Giants - Sortie : 2 août 2010 - Label : Modena - Format: CD, téléchargement digital                 | 35 | —  | —  | —  | —  | —  | — | —  | —  |                    |
| 2012                                                               | Thousand Mile Stare - Sortie : 16 avril 2012 - Label : Modena - Format : CD, téléchargement digital | 37 | —  | —  | —  | —  | —  | — | —  | —  |                    |
| 2015                                                               | The Sum of Its Parts                                                                                | ?  | ?  | ?  | ?  | ?  | ?  | ? | ?  | ?  |                    |
| 2018                                                               | The Place You Can't Remember, The Place You Can't Forget                                            | ?  | ?  | ?  | ?  | ?  | ?  | ? | ?  | ?  |                    |
| « — » signifie que l'album n'est pas classé ou sorti dans le pays. | |    |    |    |    |    |    |   |    |    |                    |

### Compilations
| Année | Titre                                                                                   | Meilleure position | Meilleure position | Meilleure position |
| Année | Titre                                                                                   | R-U                | IRL                | P-B                |
| ----- | --------------------------------------------------------------------------------------- | ------------------ | ------------------ | ------------------ |
| 2008  | The Best of Chicane: 1996–2008 - Sortie : 6 octobre 2008 - Label : Modena - Format : CD | 10                 | 99                 | 100                |
| 2016  | Twenty                                                                                  | ?                  | ?                  | ?                  |
| 2018  | Sun:Sets 2018 (Selected by Chicane)                                                     | ?                  | ?                  | ?                  |

### EP
| Année | Titre                                                        |
| ----- | ------------------------------------------------------------ |
| 1999  | Chilled - Sortie : 16 août 1999 - Label : Edel - Format : CD |

### Singles

#### Sous Chicane
| 1996                                          | Offshore                                    | 14  | —  | —  | —  | — | 34 | 12 | 42 | 41 | 5  | Far from the Maddening Crowds  |
| 1997                                          | Sunstroke                                   | 21  | —  | —  | —  | — | 63 | 20 | —  | —  | 19 | Far from the Maddening Crowds  |
| 1997                                          | Offshore '97 (avec Power Circle)            | 17  | —  | —  | —  | — | —  | —  | —  | —  | —  | Far from the Maddening Crowds  |
| 1997                                          | Lost You Somewhere                          | 35  | —  | —  | —  | — | —  | —  | —  | —  | —  | Far from the Maddening Crowds  |
| 1998                                          | Strong in Love (featuring Mason)            | 32  | —  | —  | —  | — | —  | —  | —  | —  | 5  | Single non extrait d'un album  |
| 1999                                          | Saltwater (featuring Máire Brennan)         | 6   | 31 | 5  | 24 | — | 16 | 14 | 23 | 32 | —  | Behind the Sun                 |
| 2000                                          | Don't Give Up (featuring Bryan Adams)       | 1   | 6  | 17 | 18 | 8 | —  | 11 | 21 | 42 | 3  | Behind the Sun                 |
| 2000                                          | No Ordinary Morning / Halcyon               | 28  | —  | —  | —  | — | —  | —  | —  | 96 | —  | Behind the Sun                 |
| 2000                                          | Autumn Tactics (featuring Justine Suissa)   | 44  | —  | 59 | —  | — | —  | —  | —  | —  | —  | Behind the Sun                 |
| 2003                                          | Saltwater 2003 (featuring Máire Brennan)    | 43  | —  | —  | —  | — | —  | —  | —  | —  | —  | Single non extrait d'un album  |
| 2003                                          | Love on the Run (featuring Peter Cunnah)    | 33  | 50 | —  | —  | — | 38 | 43 | 85 | —  | —  | Easy to Assemble               |
| 2003                                          | Locking Down                                | —   | —  | —  | —  | — | —  | —  | —  | —  | —  | Easy to Assemble               |
| 2004                                          | Don't Give Up 2004 (featuring Bryan Adams)  | 43  | —  | —  | —  | — | —  | —  | —  | —  | —  | Single non extrait d'un album  |
| 2006                                          | Stoned in Love (featuring Tom Jones)        | 7   | 43 | —  | —  | 6 | —  | 23 | 66 | —  | —  | Somersault                     |
| 2007                                          | Come Tomorrow                               | —   | —  | —  | —  | — | —  | —  | —  | —  | —  | Somersault                     |
| 2008                                          | Bruised Water (avec Natasha Bedingfield)    | 42  | —  | 30 | —  | — | —  | —  | 35 | —  | —  | The Best of Chicane: 1996–2008 |
| 2009                                          | Poppiholla                                  | 7   | —  | —  | —  | — | —  | 30 | —  | —  | —  | Giants                         |
| 2009                                          | Hiding All the Stars                        | 42  | —  | 23 | —  | — | —  | —  | —  | —  | —  | Giants                         |
| 2010                                          | Come Back                                   | 151 | —  | —  | —  | — | —  | —  | —  | —  | —  | Giants                         |
| 2010                                          | Middledistancerunner (featuring Adam Young) | 173 | —  | —  | —  | — | —  | —  | —  | —  | —  | Giants                         |
| 2010                                          | Where Do I Start                            | —   | —  | —  | —  | — | —  | —  | —  | —  | —  | Giants                         |
| 2011                                          | Going Deep (featuring Aggi Dukes)           | —   | —  | —  | —  | — | —  | —  | —  | —  | —  | Thousand Mile Stare            |
| 2012                                          | Thousand Mile Stare                         | —   | —  | —  | —  | — | —  | —  | —  | —  | —  | Thousand Mile Stare            |
| 2012                                          | Three                                       | —   | —  | —  | —  | — | —  | —  | —  | —  | —  | Thousand Mile Stare            |
| 2012                                          | One Thousand Suns (featuring Ferry Corsten) | —   | —  | —  | —  | — | —  | —  | —  | —  | —  | Single non extrait d'un album  |
| « — » signifie que le single n'est pas sorti. |                                             |     |    |    |    |   |    |    |    |    |    |                                |

#### Sous Disco Citizens
| 1995 | Right Here Right Now | 40 | —  | —  |
| 1997 | Footprint            | 34 | 50 | 21 |
| 1998 | Nagasaki Badger      | 56 | —  | —  |